# Kanton Gap-1

ligging kanton in het arrondissement Gap

Gap-1 is een kanton van het Franse departement Hautes-Alpes. Het maakt deel uit van het arrondissement Gap en omvat uitsluitend een deel van de stad Gap. Het is ontstaan op 22 maart 2015 naar aanleiding van de herindeling van de kantons bij decreet van 20 februari 2014, waarbij de zes kantons van Gap opgeheven werden de stad verdeeld werd over vier nieuwe kantons.